# American Welding Society

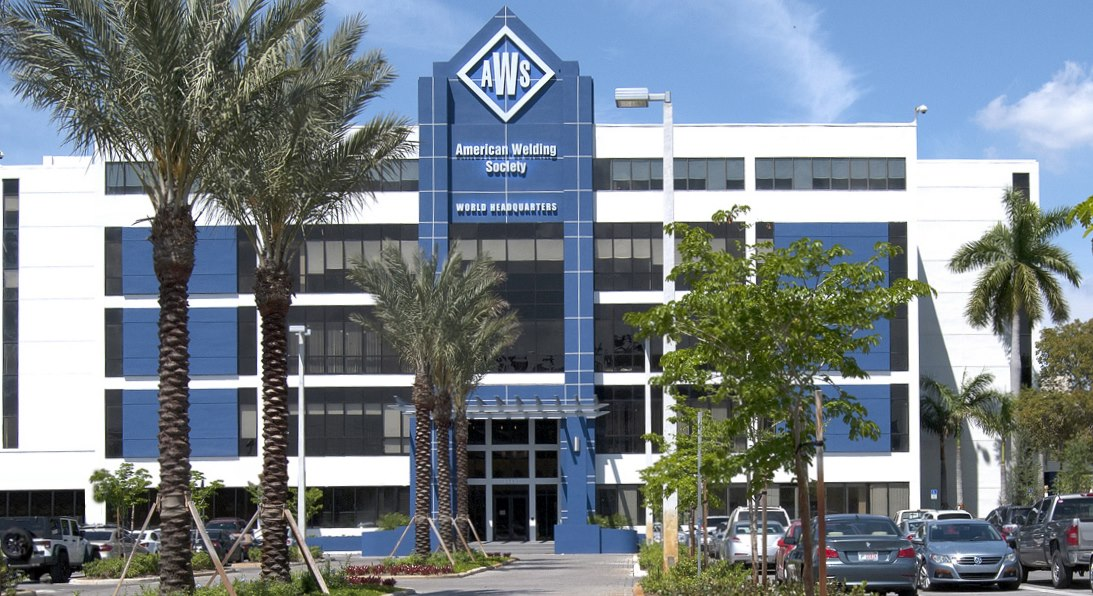
Hauptquartier der AWS in Miami

Die American Welding Society (AWS) wurde 1919 als Non-Profit-Organisation gegründet, um die Wissenschaft, Technik und Anwendung von Schweiß-, Verbund- und Schneidprozessen, einschließlich Hartlöten, Löten und thermisches Spritzen, voranzubringen.
Mit Hauptsitz in Miami, Florida und unter der Leitung einer freiwilligen Organisation, betreut die American Welding Society über 70.000 Mitglieder weltweit. Die Gesellschaft widmet sich der Unterstützung von Fachleuten, wie Schweißer, Führungskräfte, Vertriebs- und Servicefachkräften, Hersteller, Verkäufer, Verbände, Bildungseinrichtungen und Studenten.
Die Organisation ist bekannt für ihre Code- und Zertifizierungsverfahren, die Industriestandards für das Schweißen und Verbinden von Metallen, Kunststoffen und anderen Materialien bieten. Durch ihre Publikationen, Internetforen, sozialen Medien, Mitgliedsdienste, lokale und nationale Veranstaltungen, pädagogische Ressourcen, Netzwerkaktivitäten und Zertifizierungsverfahren hält die AWS Schweißfachleute und Interessierte in der Materialwissenschaft auf dem Laufenden mit den aktuellsten Fortschritten und Verfahren in der Industrie.